# Jan Frans van Douven
Jan Frans van Douven (Roermond, 1656 - Düsseldorf, 1727) was een Zuid-Nederlands kunstschilder die tot de Leidse School behoorde. Hij werkte het grootste deel van zijn leven als hofschilder in Düsseldorf in het huidige Duitsland.
Van Douven verhuisde in 1682 naar Düsseldorf en werd daar hofschilder van Johan Willem van de Palts, de latere keurvorst. Hij schilderde daar onder meer in opdracht werken over het moderne leven van de prins en zijn tweede vrouw, Anna Maria Luisa de' Medici. Van Douven speelde ook een grote rol in de opbouw van de schilderijengalerij in het Düsseldorfse paleis.
Van Douven vergezelde de toekomstig keurvorst ook tijdens zijn reizen naar Wenen en schilderde daar onder meer portretten van andere prinsen, aristocraten en beroemdheden, zoals de vermaarde musicus Arcangelo Corelli.

## Werken

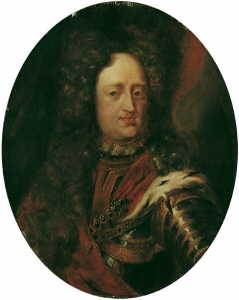
Johan Willem van de Palts
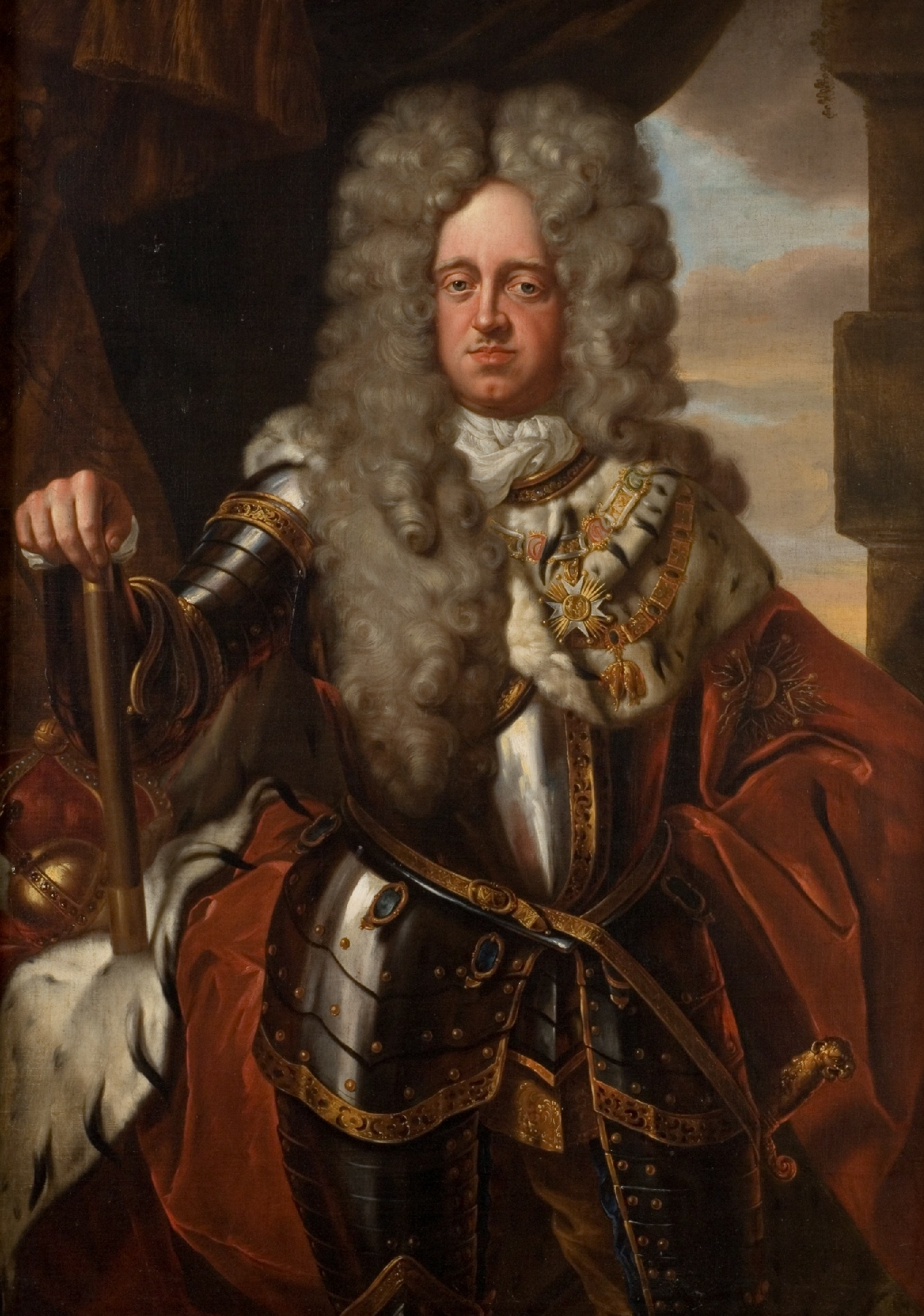
Johan Willem van de Palts
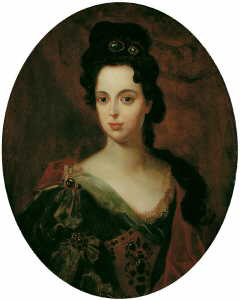
Anna Maria Luisa de' Medici
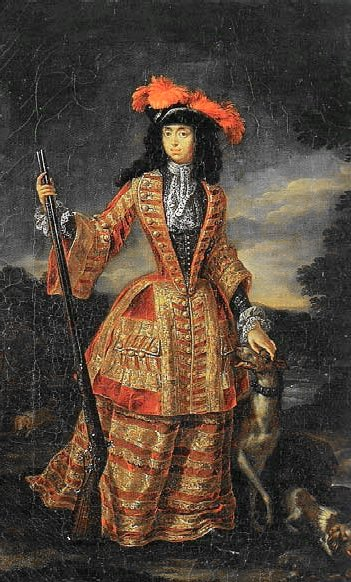
Anna Maria Luisa de' Medici in jachtkostuum
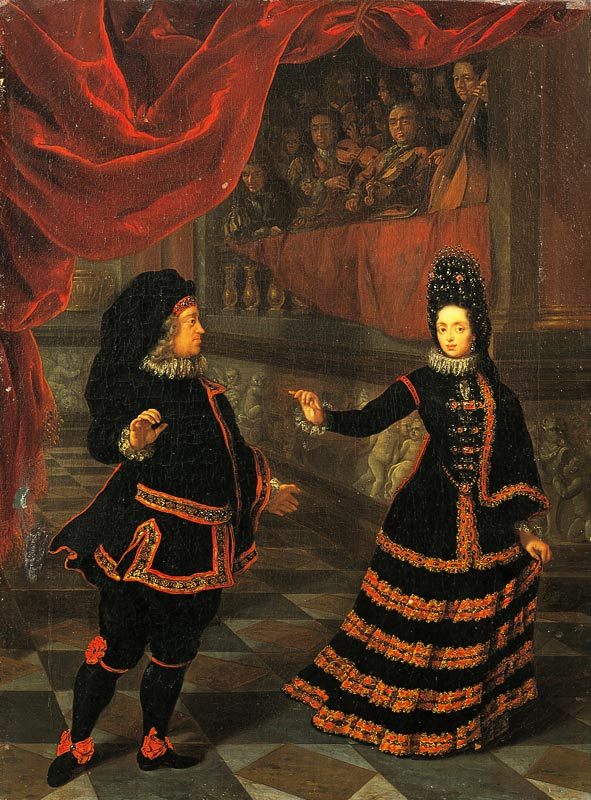
Johan Willem en zijn vrouw dansend in Spaanse kostuums
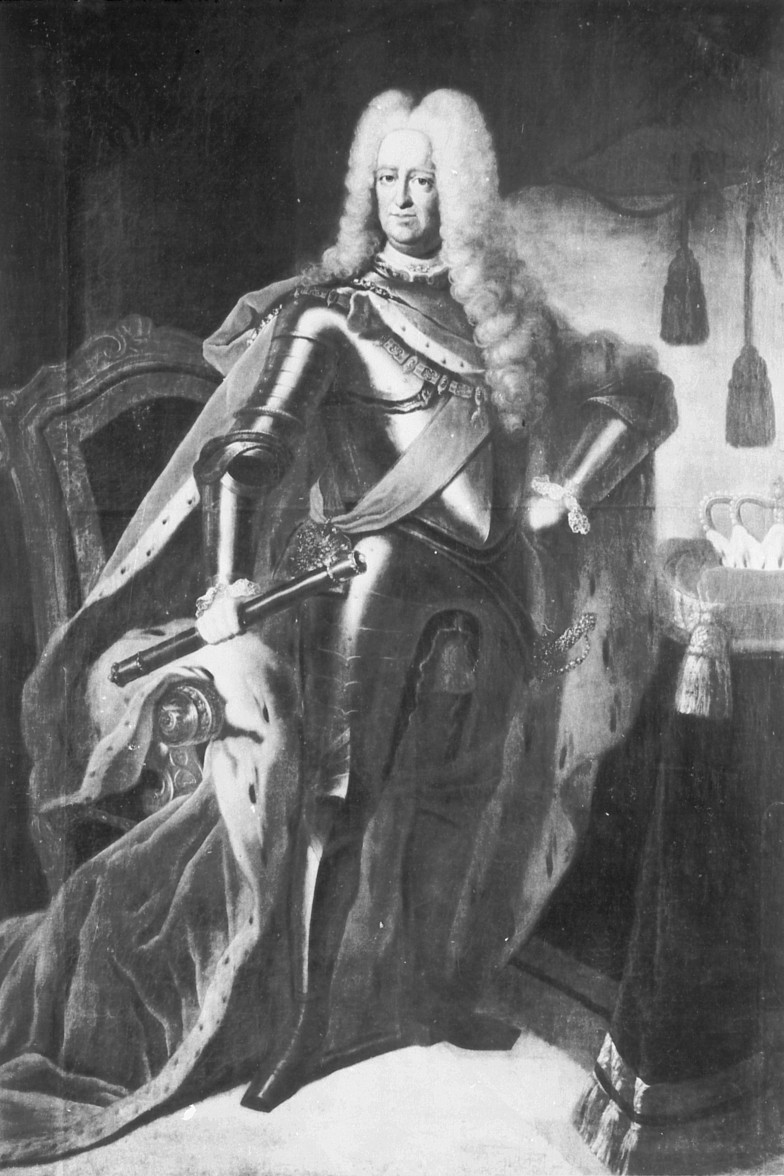
Karel III Filips van de Palts
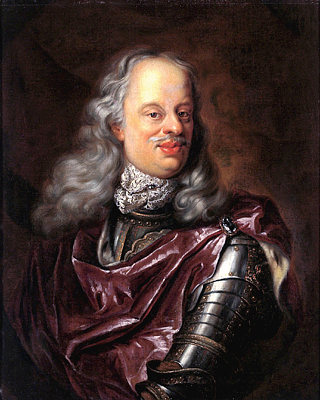
Cosimo III de' Medici, Groothertog van Toscane
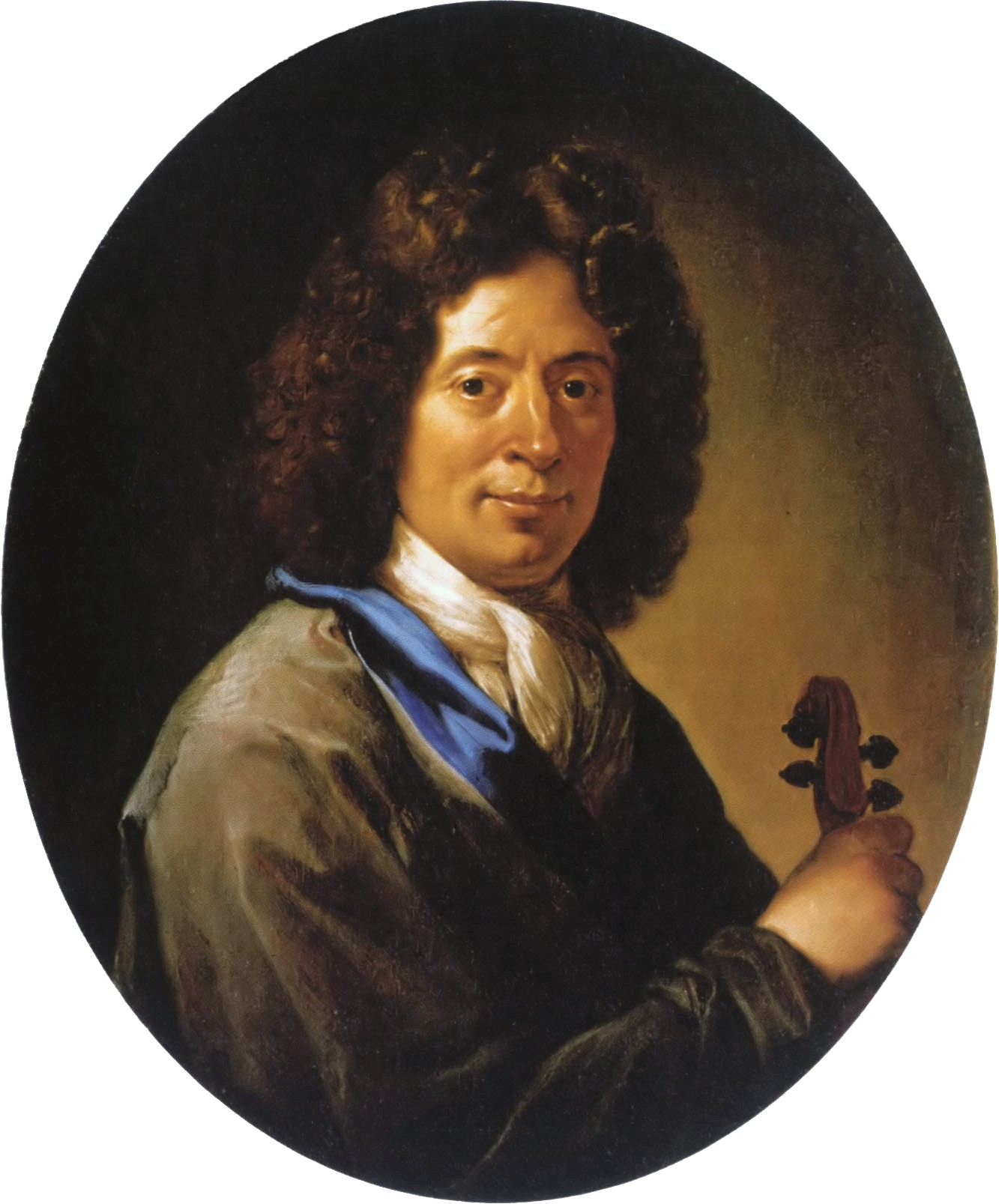
Arcangelo Corelli